# Valea Râmnicului
Valea Râmnicului è un comune della Romania di 5 912 abitanti, ubicato nel distretto di Buzău, nella regione storica della Muntenia.
Il comune è formato dall'unione di 3 villaggi: Oreavu, Rubla, Valea Rîmnicului.